# Rio Pitangui
Der Rio Pitangui ist ein etwa 113 km langer rechter Nebenfluss des Rio Tibaji im Osten des brasilianischen Bundesstaats Paraná.

## Etymologie
Der Name kommt aus dem Tupi. Er bedeutet Pitanga-Fluss (yba-pytanga = Pitanga-Frucht + y = Fluss).

## Geografie

### Lage
Das Einzugsgebiet des Rio Pitangui befindet sich in den Campos Gerais do Paraná zu einem Drittel auf dem Primeiro Planalto Paranaense (Planalto Atlântico oder Curitiba-Hochebene). Weiter durchfließt er nach seinem Durchbruch durch die Escarpa Devoniana, wo er zur Represa dos Alagados aufgestaut ist, den Segundo Planalto Paranaense (Zweite oder Ponta-Grossa-Hochebene von Paraná). Hier liegen zwei Drittel seines Einzugsgebiets, das 927 km² groß ist.

### Verlauf
Sein Quellgebiet liegt im Munizip Castro auf 1028 m Meereshöhe in der Serra Paranapiacaba am Morro do Mastro etwa 5 km nordöstlich der Ortschaft Abapã an der Estrada do Cerne (PR-090).
Der Fluss verläuft die ersten 10 km in westlicher Richtung. Er schwenkt dann nach Südwesten, bis er den Stausee Represa dos Alagados erreicht. Dort wendet er sich wieder für 25 Luftlinienkilometer nach Westen bis zur PR-151 nördlich von Ponta Grossa. Ab hier fließt er bis zu seiner Mündung in nordwestlicher Richtung.
Im Munizip Carambeí mündet er auf 773 m Höhe von rechts in den Rio Tibaji. Die Entfernung zwischen Ursprung und Mündung beträgt 52 km. Er ist etwa 113 km lang.

### Munizipien im Einzugsgebiet
Am Rio Pitangui liegen die drei Munizipien Castro, Ponta Grossa und Carambeí.

### Zuflüsse
Die wichtigsten der Nebenflüsse sind:
rechts:
- Rio do Areão
- Rio Casandoca
- Rio Catanduvas
- Arroio das Pedras
- Rio São João
- Rio São Sebastião
- Arroio Serraria

links:
- Arroio da Cruz
- Arroio do Engenho
- Arroio das Gralhas
- Rio Jotuba
- Arroio do Moinho
- Arroio Mucuim
- Arroio Snta Rita
- Rio São Jorge
- Rio Verde

## Wirtschaft

### Bodennutzung
Das gesamte Einzugsgebiet des Rio Pitangui ist von intensiver Landwirtschaft und Viehzucht geprägt. Weite Flächen sind mit Wald bedeckt, wobei die Aufforstung mit exotischen Arten das Risiko biologischer Kontamination der ursprünglichen Pflanzenwelt birgt.

### Wasserkraftwerk
Die Usina Hidrelétrica São Jorge, für die der Rio Pitangui zur Represa dos Alagados aufgestaut ist, wurde 1945 in Betrieb genommen. Sie hat eine Leistung von 2,3 MW. Neben der elektrischen Leistung wird das Wasser des Stausees auch für die Trinkwasserversorgung von Ponta Grossa genutzt. 

## Umwelt

### APA Escarpa Devoniana
Der Rio Pitangui durchquert das Umweltschutzgebiet (APA = Área de Proteção Ambiental) der Escarpa Devoniana etwa mittig. Dieses hat insgesamt etwa 4.000 km². Es erstreckt sich von Lapa und Balsa Nova am Iguaçú nach Norden bis ins Itararé-Becken bei Sengés.

### Parque Nacional dos Campos Gerais
Der Rio Pitangui durchfließt in seinem Oberlauf bis zur Einmündung in den Alagados-Stausee den Parque Nacional dos Campos Gerais. Der 213 km² große Nationalpark wurde 2006 gegründet. In ihm sollen insbesondere die Reste der Floresta ombrófila mista (subtropischer Regenwald mit Brasilianischen Araukarien) geschützt sowie wissenschaftlicher Forschung zugänglich und für Aktivitäten im Bereich der Umwelterziehung und des Ökotourismus nutzbar gemacht werden.